# Hans Schaffert
Hans Schaffert (* 22. Juni 1918 in Bühler; † 24. Juli 2003 in Kilchberg ZH) war ein Schweizer evangelisch-reformierter  Geistlicher.

## Leben

### Familie
Hans Schaffert war der Sohn des Lehrers Hans Otto Schaffert und dessen Ehefrau Helene (geb. Schläpfer). Er war seit 1947 in erster Ehe mit Cécile (geb. Banyai) und seit 1978 in zweiter Ehe mit Eva Berta (geb. Evard) verheiratet.

### Tätigkeiten während des Zweiten Weltkriegs
Hans Schaffert wurde 1942, während seines Theologiestudiums, im Rahmen eines Auslandsemesters in Clermont-Ferrand gebeten, den französischen Pfarrer der evangelischen Gemeinde im Deportationslager Gurs im Departement Basses Pyrénées zu vertreten. Dort blieb er drei Monate und wurde Zeuge der ersten Deportationen in das KZ Auschwitz und verhalf spontan sechs jungen Männern zur Flucht Richtung Spanien. Nach seiner Rückkehr in die Schweiz verfasste er einen Bericht über das Lager und richtete diesen an den Präsidenten des Schweizerischen Evangelischen Kirchenbundes, Alphons Koechlin (1885–1965), der den Bericht an den Bundesrat Eduard von Steiger weitergab; dazu gab er den Bericht auch an Paul Vogt, seinen späteren Chef im Flüchtlingspfarramt, und an den Theologen Karl Barth weiter. Auch der Politiker Arthur Frey erhielt den Bericht zugespielt, der ihn anonymisiert veröffentlichte. Die Veröffentlichung führte zu einem Protest des Präsidenten des französischen evangelischen Kirchenbundes, Marc Boegner, bei Marschall Philippe Pétain.
Nach seiner Ordination war Hans Schaffert, gemeinsam mit dem deutschen Pfarrer Kurt Lehmann (1892–1963), von 1943 bis 1945 Mitarbeiter bei Paul Vogt im Flüchtlingspfarramt in Zürich, das vom Schweizerischen Evangelischen Kirchenbund, von der Evangelisch-reformierten Landeskirche des Kantons Zürich und vom Schweizerischen kirchlichen Hilfskomitee für evangelische Flüchtlinge eingerichtet worden war. Sie erhielten von George Mandel-Mantello 1944 Protokolle aus Budapest über den Abtransport von Juden nach Auschwitz und setzten sich, gemeinsam mit dem Rabbiner Zwi Taubes, im Juli 1944 für die Veröffentlichung dieser Dokumente ein.
In einer nächtlichen Aktion vom 3. zum 4. Juli 1944 vervielfältigte er, gemeinsam mit Paul Vogt, 2000 Exemplare des Protokolls und versandte diese anschliessend. Die Veröffentlichung des sogenannten Auschwitz-Protokolls der geflohenen KZ-Häftlinge Rudolf Vrba und Alfréd Wetzler rief ein weltweites Echo hervor und verstärkte den öffentlichen Druck auf die Grossmächte. Georg Mantello dankte 1989 Hans Schaffert für seinen Einsatz «als einem der Hauptbeteiligten an der Rettung von 150.000 Juden in Budapest während des Holocaust».

### Tätigkeiten ab 1945
Von 1945 bis 1953 war Hans Schaffert Pfarrer im französischen Lille. Die Gemeinde beauftragte ihn mit der Seelsorge an über 200 als kriminell eingestuften Kriegsgefangenen; unter ihnen waren etwa 40 Frauen. Er akzeptierte den Auftrag zögernd, den Peinigern der ihm nahestehenden Opfer von Gurs das Evangelium zu verkünden. Selbst die vielen zu lebenslänglichem Zuchthaus oder zum Tode Verurteilten, die anfangs den «Judenpfaffen» ablehnten, waren schliesslich dankbar für seinen Beistand. Vor Abschluss seines neunjährigen Aufenthalts bat er den Staatspräsidenten René Coty um einen Gnadenerlass für neun Verurteilte, denen dieser auch gewährt wurde.
Von 1954 bis 1961 war er Pfarrer in Leysin, bevor er 1962 begann, im Auftrag des Ökumenischen Rats der Kirchen ein Hilfswerk in Belgisch-Kongo aufzubauen und die ökumenische Hilfe zu koordinieren. Er war von 1968 bis zu seiner Pensionierung 1984 Zentralsekretär des Hilfswerks der Evangelischen Kirchen der Schweiz (HEKS) in Zürich.

### Schriftstellerisches Wirken
Hans Schaffert veröffentlichte unter anderem eine Studie über Johann Heinrich Heidegger (1633–1698), dessen Haus die Zentrale für Nachrichten über die Verfolgungen der Evangelischen in Ungarn gewesen zu sein scheint. Zum 40-jährigen Jubiläum des HEKS verfasste er 1986 eine Broschüre unter dem Titel Unterwegs mit Menschen, die unten sind. In Shalom Israel verurteilte er den Einmarsch der israelischen Armee in den Libanon, wofür ihm anschliessend Antisemitismus unterstellt wurde.

### Ehrungen und Auszeichnungen
- 1967 ehrte die Holocaust-Stiftung Yad Vashem Hans Schaffert als Gerechten unter den Völkern.
- 1975 ernannte die Universität Debrecen ihn zum Dr. theol. h. c.

## Schriften (Auswahl)
- mit Oscar Cullmann: Die ersten christlichen Glaubensbekenntnisse. Evangelischer Verlag, Zollikon-Zürich 1949.
- Ihr seid meine Zeugen. Zürich 1969.
- ... bis an das Ende der Erde. 1970.
- Gott hat keine anderen Hände als die deinen. Zürich 1971.
- Vom Ziel wissen heisst Wege suchen. Zürich 1972.
- Ich – du – wir. Zürich 1974.
- Evangelium – Endstation Welt: Wort – Antwort – Widerspruch. Zürich 1974.
- Johann Heinrich Heidegger: 1. Juli 1633–18. Januar 1698: Professor der Theologie, Protektor der ungarischen Prädikanten: eine ökumenische Gestalt in Zürich. Zürich 1975.
- Steine tragen aufs Baugerüst. Hilfswerk der Evangelischen Kirchen der Schweiz, Zürich 1976.
- Ich pflanze ihn dennoch, heute. Hilfswerk der Evangelischen Kirchen der Schweiz, Zürich 1976.
- Was wir geben, haben wir empfangen. Hilfswerk der Evangelischen Kirchen der Schweiz, Zürich 1977.
- Grenzen erkennen, anerkennen, überschreiten ... Hilfswerk der Evangelischen Kirchen der Schweiz, Zürich 1979.
- Fünf Brote, zwei Fische.  Hilfswerk der Evangelischen Kirchen der Schweiz, Zürich 1980.
- Von Brücken und Barrikaden. Hilfswerk der Evangelischen Kirchen der Schweiz, Zürich 1981.
- Shalom Israel. In: HEKS Nachrichten. Juli/August 1982.
- ... und sie bewegt sich doch. Hilfswerk der Evangelischen Kirchen der Schweiz, Zürich 1982.
- 40 Jahre HEKS: 1946–1986 – 40 Geschichten. Hilfswerk der Evangelischen Kirchen der Schweiz, Zürich 1986.